# Romance Writers of America
Romance Writers of America (RWA) est une association à but non lucratif américaine nationale. Composée d'écrivains, elle a pour objectif de créer un réseau dans la littérature romantique, de soutenir les débuts des auteurs et de promouvoir les intérêts professionnels de leurs carrières.

## Histoire
Fondée en 1980 à Houston, Texas par 37 auteurs de romances, la RWA est pendant longtemps un groupe de soutien pour ses membres publiés. Elle persuade les éditions Harlequin d'enregistrer les copyrights pour les œuvres de leurs auteurs et d'accepter qu'ils deviennent propriétaires de leurs propres pseudonymes. Précédemment, les auteurs étaient forcés de laisser leurs pseudonymes et surnoms derrière eux lorsqu'ils changeaient de maisons d'édition, ce qui rendait plus difficile le suivi de leurs fans. Par conséquent, beaucoup de membres sont surpris, lorsqu'en 2000, la RWA choisit de redéfinir ses missions. Le nouvel énoncé élimine les dispositions précédentes qui promeuvent un soutien mutuel entre les membres et une assistance pour les membres qui cherchent à être édités. Il néglige également d'inclure le mot « romance ». En tenant compte des réactions et commentaires des membres, le projet est révisé et sa version finale indique désormais que l'objectif de la RWA est de « promouvoir les intérêts professionnels des carrières des écrivains de romances à travers le soutien et la mise en réseau. » (« advance the professional interests of career-focused romance writers through networking and advocacy »).
En 2000, la RWA dispose d'un budget de fonctionnement d'environ un million de dollars, le plus important pour une organisation professionnelle d'écrivains de genre. En 2012, elle se compose d'environ 10 250 membres et 145 sections spécialisées (« chapters »). 	
Il s'agit notamment de sections locales organisées géographiquement ainsi que des sections qui comprennent un intérêt commun et qui mettent l'accent sur des thèmes précis tels que les romances médicales. Les romans d'environ 2000 membres sont édités.

## Organisation

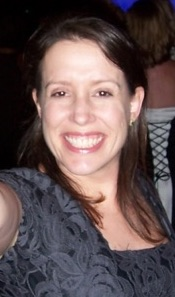
La romancière Julia Quinn brandissant un Rita award.

RWA propose deux programmes. La « Published Author Network » (PAN) se consacre aux auteurs publiés. Tandis que la (PRO) concerne les auteurs qui ont terminé leur manuscrit et qui ont entrepris des démarches auprès d'éditeurs ou d'agents pour le faire publier. Près de 2000 membres de la RWA ont rejoint le programme PRO. Il leur permet entre autres, de pouvoir consulter sur le site internet des ateliers et des brochures sur le marché de l'édition.
Les sections de la RWA facilitent les échanges entre les membres pour s'entraider et pour apprendre davantage sur le secteur. Ils fournissent aux écrivains l'occasion de se rencontrer, en personne ou sur internet, afin d'émettre des critiques sur leur travail respectif et de se remettre en question. Par cette pratique, « les écrivains de romans d'amour sont les seuls auteurs qui entretiennent leur propre concurrence et sont fiers de partager ce qu'ils savent » (« romance writers are the only authors who train their own competition and pride themselves on sharing what they know »).

## Composition
Le statut de « Membre général » (« General Membership ») de la RWA s'adresse à ceux qui poursuivent activement une carrière dans la littérature romantique, indépendamment du mode de publication. En effet, celle-ci n'est pas obligatoire, mais l'auteur doit démontrer qu'il œuvre dans ce but. Le statut de « Membre associé » (« Associate membership ») concerne les éditeurs, les agents et les autres professionnels de l'édition qui travaillent dans le monde de la littérature sentimentale. Les membres associés ne disposent pas du droit de vote et ne peuvent pas exercer de fonctions dans l'organisation. Enfin, le statut de « Membre affilié » (« Affiliate membership ») est accordé aux bibliothécaires et aux libraires.

### Édition électronique
Parmi les 9500 membres de la RWA, environ 2000 ont vu leurs livres édités en version imprimée. Néanmoins, un nombre inconnu d'autres écrivains publient leurs romans sous forme numérique. Bien que les romans d'amour correspondent à 8 % de la totalité de la littérature électronique, la RWA s'inquiète que beaucoup de ces éditeurs électroniques soient essentiellement des maisons d'édition à compte d'auteur qui publient peu et qui ne proposent aucune ou peu d'aide pour la promotion des romans. C'est la raison pour laquelle, la RWA accepte de reconnaître un éditeur électronique uniquement s'il a vendu au moins cinq mille exemplaires d'un livre. La plupart des éditeurs électroniques ne remplissent pas ces critères, ce qui fait que leurs auteurs ne parviennent pas à obtenir la reconnaissance de la RWA en tant qu'écrivain publié. Ces auteurs ne sont pas admissibles à l'obtention du RITA Award et il leur est également interdit de concourir au Golden Heart.

## Conférence annuelle
Chaque été, la RWA organise une conférence nationale. En 2007, à Dallas (Texas), environ 1900 membres s'y sont rendus, en participant à des ateliers et en assistant à des conférences destinées à la fois aux auteurs publiés et non-publiés. La « journée des bibliothécaires » (« Librarian's Day ») ouvre la conférence et en 2007, près de 150 bibliothécaires ont assisté à des exposés présentés par certains des auteurs les plus populaires de la littérature romantique anglo-saxonne, tels que Nora Roberts ou Susan Elizabeth Phillips. Chaque année, des ateliers sont axés sur les entreprises, en mettant l'accent sur la façon de promouvoir un roman ou d'écrire pour plusieurs éditeurs. D'autres ateliers se concentrent sur les activités créatrices, y compris la façon d'utiliser l'épée et les combats à l'épée dans une histoire ou comment manier le jargon de pompier ou comment choisir la meilleure couverture pour un roman. La conférence propose également une séance de dédicaces, où le public est invité à rencontrer près de 400 auteurs et obtenir des autographes. En 2007, l'évènement a permis de récolter 60 000 $ pour des organismes de bienfaisance. La conférence se termine avec la cérémonie de remise des RITA et Golden Heart awards.
La RWA finance plusieurs bourses pour permettre à certains membres gênés financièrement d'assister à la conférence nationale. Les bourses paient le voyage, l'hébergement et les frais d'inscription.
Les prochaines conférences se tiendront à San Francisco en 2008, Washington en 2009, Nashville en 2010, New York en 2011, San Diego en 2012 et Atlanta en 2013.

## Prix

### Golden Medallion
Décernée pour la première fois en 1982 dans quatre catégories, le Golden Medallion award est la plus importante récompense remise dans l'ensemble de la fiction romantique. Les catégories passent à six en 1983, puis à huit en 1989. En 1990, le Golden Medallion est remplacé par le RITA award.

### RITA award

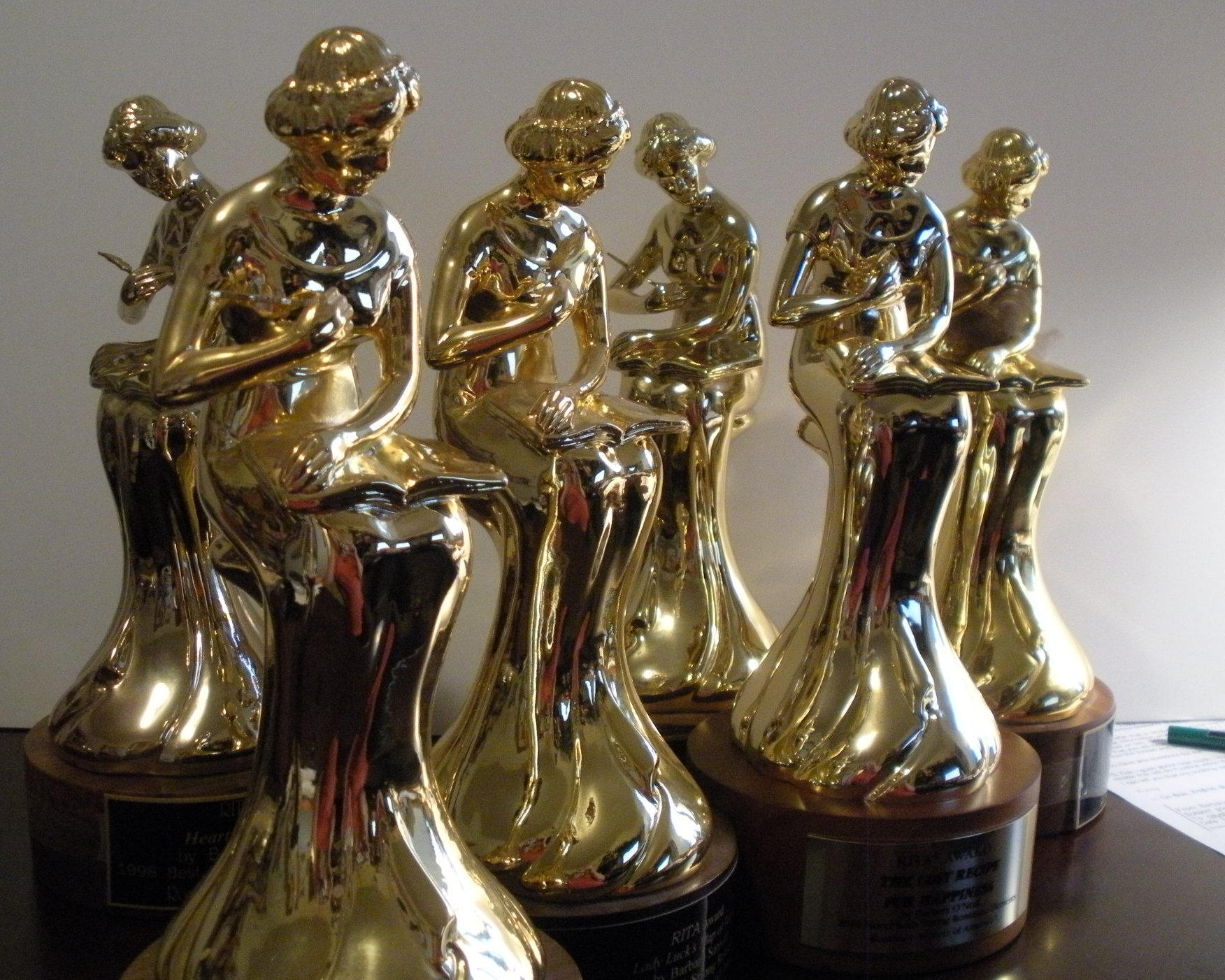
RITA awards

Son nom vient de la première présidente de la RWA, Rita Clay Estrada. Le prix récompense l'excellence dans chacune des treize catégories de la littérature romantique. Les auteurs et les éditeurs soumettent leurs manuscrits pour être examinés à l'automne. Au printemps suivant, les cent finalistes sont annoncés. Puis en juillet, les lauréats reçoivent leur statuette lors d'une cérémonie qui se tient le dernier jour de la Conférence nationale RWA,.

#### Catégories
Les catégories actuelles sont : 
- Meilleur premier livre (« Best First Book »)
- Meilleure romance sérielle contemporaine (« Best Contemporary Series Romance »)
- Meilleure romance sérielle contemporaine : Suspense/aventures (« Best Contemporary Series Romance: Suspense/Adventure »)
- Meilleure romance contemporaine (« Best Contemporary Single Title Romance »)
- Meilleure romance historique (« Best Historical Romance »)
- Meilleure romance spirituelle/religieuse (« Best Inspirational Romance »)
- Meilleur roman avec de forts éléments romantiques (« Best Novel with Strong Romantic Elements »)
- Meilleure romance Bit lit (« Best Paranormal Romance »)
- Meilleure romance historique « Régence » (« Best Regency Historical Romance »)
- Meilleur roman court romantique (« Best Romance Novella »)
- Meilleure romance policière/suspense romantique (« Best Romantic Suspense »)
- Meilleure romance pour jeunes adultes (« Best Young Adult Romance »)

#### Meilleurs romans
Ce prix correspond aux :
- Meilleure romance (« Best Romance ») de 1990 à 1996
- Livre favori de la RWA « RWA's Favorite Book ») en 1998
- Meilleur roman avec de forts éléments romantiques (« Best Novel With Strong Romantic Elements ») de 2004 à 2008

Les romances sont choisies parmi les titres publiés l'année précédente. Depuis la création du prix, les vainqueurs sont les suivants :
- 1990 À la recherche du bonheur de LaVyrle Spencer
- 1991 The Prince of Midnight de Laura Kinsale
- 1992 Le Chardon et le Tartan de Diana Gabaldon
- 1993 Come Spring de Jill Marie Landis
- 1994 Le seigneur de la nuit de Susan Wiggs
- 1995 It Had To Be You de Susan Elizabeth Phillips
- 1996 Douce Brianna de Nora Roberts
- 1998 Nobody's Baby But Mine de Susan Elizabeth Phillips
- 2004 Entre sœurs de Kristin Hannah
- 2005 A.K.A. Goddess de Evelyn Vaughn
- 2006 Lady Luck's Map of Vegas de Barbara Samuel
- 2007 A Lady Raised High de Jennifer Ashley et Laurien Gardner
- 2008 Silent in the Grave de Deanna Raybourn

### Golden Heart award
La RWA honore également des auteurs inédits. Chaque année, plus de mille auteurs envoient leurs manuscrits pour participer à cette compétition. Ceux-ci sont ensuite lus et évalués par un groupe composé d'auteurs publiés et membres de la RWA. Une centaine de manuscrits sont choisis comme finalistes. Ils sont alors jugés par des éditeurs de romances. Les gagnants du concours sont annoncés le dernier jour de la Conférence nationale RWA. Généralement, environ 30 % des finalistes Golden Heart sont publiés par les maisons d'éditions. Comme son nom l'indique, le prix est un médaillon en or en forme de cœur.

### Hall of Fame
Le Hall of Fame de la RWA constitue un moyen d'honorer les auteurs qui ont remporté au moins trois RITA awards dans une catégorie spécifique de la fiction romantique. À l'origine, un auteur devait remporter quatre RITA awards dans une catégorie spécifique pour être introduit dans le Hall of Fame. Le premier Hall of Fame de la RWA a été intronisé par Nora Roberts.